# 롯데캐피탈
롯데캐피탈(Lotte Capital)은 대한민국의 캐피탈 회사로 롯데그룹의 금융 계열사이다.